# Municipio de San Miguel Piedras
El municipio de San Miguel Piedras es un municipio de 1271 habitantes situado en el Distrito de Nochixtlán, Oaxaca, México.

## Demografía
En el municipio habitan 1,271 personas, el 36% hablan una lengua indígena. El 44.84% de la población vive en condiciones de pobreza extrema.
En 2010, el municipio contaba con tres escuelas preescolares, tres primarias  y una secundaria, el municipio no contaba con ningún bachillerato y ninguna escuela de formación para el trabajo. El municipio también contaba con una primaria indígena.

## Localidades
En el municipio se encuentran los siguientes poblados, siendo San Miguel Piedras la cabecera municipal: 
| Nombre de la localidad | Población 2010 |
| San Miguel Piedras     | 463            |
| Chidoco                | 293            |
| Río Minas              | 176            |
| Guadalupe Victoria     | 156            |
| Colorado               | 87             |
| El Potrerito           | 63             |
| El Fresno              | 46             |
| Barranca de Uvas       | 12             |